# Sant Esteve Sesrovires
Sant Esteve Sesrovires este o localitate în Spania în comunitatea Catalonia în provincia Barcelona și in comarca Baix Llobregat. În 2007 avea o populație de 6.590 locuitori cu o suprafață de 18,57 km 2.
1. ↑  Nomenclátor Geográfico de Municipios y Entidades de Población (20240402 edition)
2. ↑   http://aplicacions.municat.gencat.cat/index.php?page=consulta&mostraEns=0820800000&accio=alcaldes Lipsește sau este vid: |title= (ajutor)
3. 1 2   http://www.idescat.cat/pub/?id=aec&n=925&t=2016 Lipsește sau este vid: |title= (ajutor)